# Matematická olympiáda
Matematická olympiáda (MO) je oborová olympiáda pro žáky základních a středních škol, v níž mají za úkol vyřešit v několikahodinovém limitu několik příkladů zaměřených na schopnost logického úsudku. Výsledkem často není číslo, ale důkaz, v každém případě se žádá podrobné zdůvodnění myšlenkového postupu.
První ročník Matematické olympiády byl zahájen v roce 1951, od té doby se koná každoročně. Dobový tisk tehdy uváděl, že byla zavedena po vzoru SSSR. Matematická olympiáda se stala vzorem pro podobné oborové soutěže, jako je fyzikální (od školního roku 1959/1960), biologická (od roku 1967/1968), chemická (mezinárodně od roku 1968) nebo astronomická olympiáda (od roku 2003/2004), je z nich nejstarší.

## Organizace soutěže

### Základní školy
Každý ročník od pátého až po devátý má vlastní sadu příkladů a vlastní výsledkové listiny. Do osmé třídy jsou dvě kola: domácí a okresní, v devátém ročníku existuje ještě kolo krajské a od roku 2024 i kolo celostátní.

### Střední školy
Soutěž má tři středoškolské kategorie: A (3. a 4. ročník), B (2. ročník) a C (1. ročník). Každá kategorie má kolo domácí, školní a krajské, kategorie A má navíc ještě kolo celorepublikové.
Celostátní kolo probíhá každý rok ke konci března pokaždé v jiném městě republiky. Nominují se z něj zástupci do soutěže MEMO a na výběrové soustředění, ze kterého vzejdou reprezentanti pro mezinárodní matematickou olympiádu (IMO).

### Výběr úloh
Úlohy pro MO připravuje Úlohová komise Matematické olympiády. Ta je společná pro Českou i Slovenskou republiku. Úlohy a termíny všech kol jsou proto v obou zemích stejné.

### Kategorie P
Tato zvláštní kategorie přiléhá k ostatním pouze volně. Jde o soutěž programátorskou, která má jedinou kategorii určenou pro středoškoláky a nadané studenty škol základních. Sestává z kola domácího, krajského a celorepublikového, ze kterého se nominují účastníci soustředění CPSPC a soutěží CEOI a IOI.